# Current Problems in Surgery
Current Problems in Surgery, abgekürzt Curr. Probl. Surg., ist eine wissenschaftliche Fachzeitschrift, die vom Elsevier-Verlag veröffentlicht wird. Die Zeitschrift erscheint mit zwölf Ausgaben im Jahr im Open Access. In jeder Ausgabe wird ein chirurgisches Thema aus verschiedenen Sichtweisen dargestellt.
Der Impact Factor lag im Jahr 2014 bei 1,588. Nach der Statistik des ISI Web of Knowledge wird das Journal mit diesem Impact Factor in der Kategorie Chirurgie an 91. Stelle von 198 Zeitschriften geführt.